# Castor Paul Msemwa
Castor Paul Msemwa (* 13. Februar 1955 in Kitulira, Tansania; † 19. Oktober 2017 in Maskat, Oman) war ein tansanischer Geistlicher und römisch-katholischer Bischof von Tunduru-Masasi.

## Leben
Castor Paul Msemwa besuchte das Priesterseminar von St. Augustinus von Peramiho (Songea) für die Ausbildung in Philosophie (1981–1983) und Theologie (1984–1987) und empfing am 7. Juni 1987 das Sakrament der Priesterweihe. Von 1994 bis 1996 studierte er am Päpstlichen Institut für Spiritualität „Teresianum“ in Rom.
Am 7. Dezember 2004 ernannte ihn Papst Johannes Paul II. zum Koadjutorbischof von Tunduru-Masasi. Der Erzbischof von Daressalam, Polycarp Kardinal Pengo, spendete ihm am 30. Januar 2005 die Bischofsweihe; Mitkonsekratoren waren der Erzbischof von Songea, Norbert Wendelin Mtega, und der Bischof von Tunduru-Masasi, Magnus Mwalunyungu. Am 25. August 2005 wurde Castor Paul Msemwa in Nachfolge von Magnus Mwalunyungu, der aus Altersgründen zurücktrat, Bischof von Tunduru-Masasi.